# ナウハイム
ナウハイム (ドイツ語: Nauheim) は、ドイツ連邦共和国ヘッセン州グロース＝ゲーラウ郡に属す町村（以下、本項では便宜上「町」と記述する）である。1970年から開催されている「ナウハイムの音楽の日」で知られている。

## 地理
ナウハイムは郡庁所在地グロース＝ゲーラウの北西、リュッセルスハイム・アム・マインの南に位置し、ヘッシシェス・リートに接する。

### 隣接する市町村
ナウハイムは、北はリュッセルスハイム・アム・マインのケーニヒスシュテッテン区、東はメルフェルデン＝ヴァルドルフ、南はグロース＝ゲーラウ、西はトレーブールと境を接している。

## 歴史

### 中世
この町は、ロルシュ・コデックス中、851年に Niewenheim という名前で初めて記録されている。末尾の -heim は、この集落がフランク時代に形成されたことを示唆している。ナウハイムはその後様々な表記で記録されている: 1211年 Nuheim、1317年 Nuwenheim vor dem Chammerforste、1431年 Nuweheym、1521年 Nwheim und Nawheym、1550年以降 Nauheim。
ナウハイムの歴史の初期には、領主が変遷したことが判っている。ナウハイムの土地領主としては、エーバーバッハ修道院、ファルケンシュタイン家、ハーナウ家が挙げられる。この村は、1468年にイーゼンブルク＝ビューディンゲン伯の所領となった。

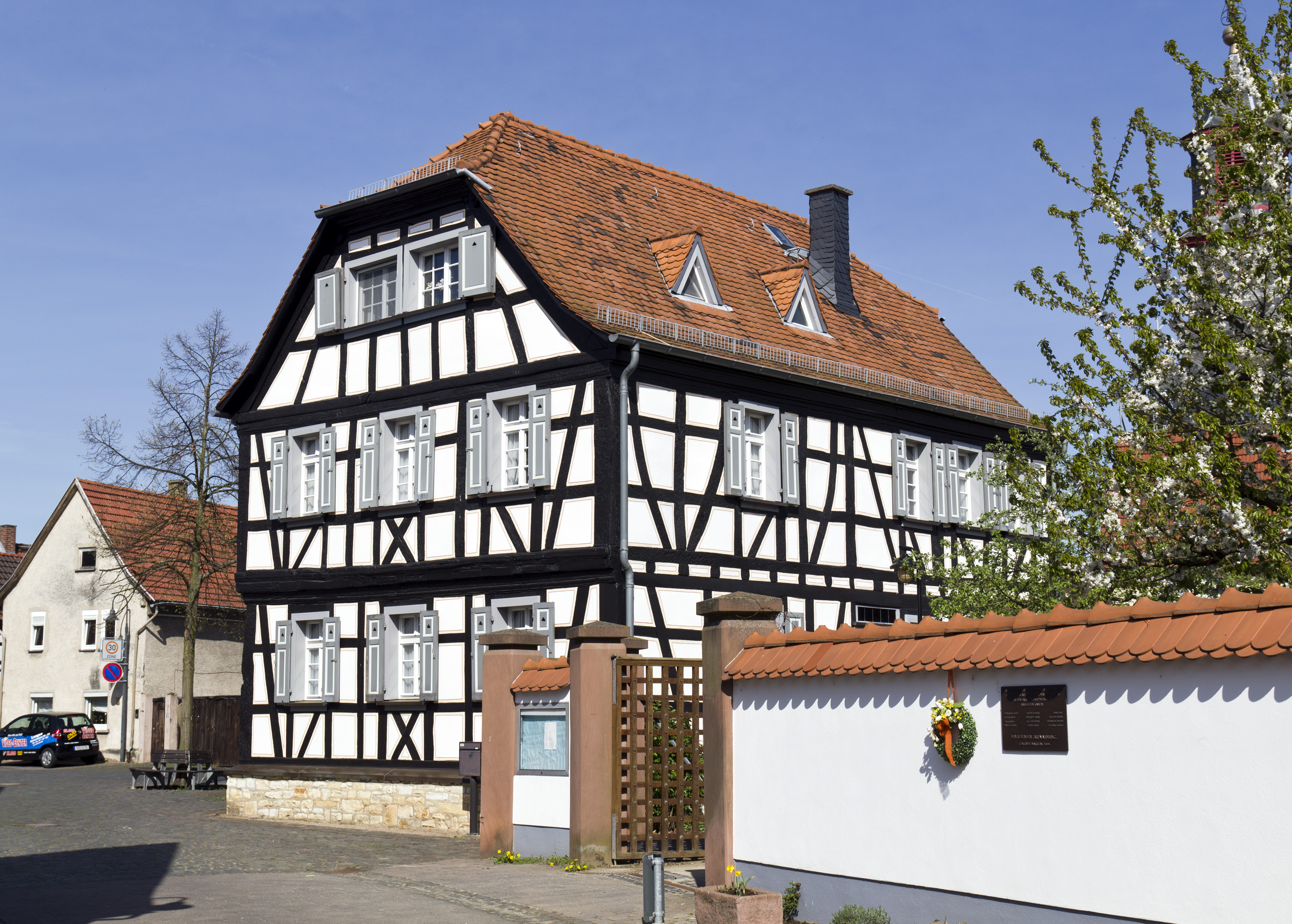
旧町役場

### 近代
1593年に教会学校の形で学校が創設された。この村は、1600年にドライアイヒに属す他の 5つの村とともにイーゼンブルク＝レンネブルク伯ハインリヒからヘッセン＝ダルムシュタット方伯ルートヴィヒ5世に売却された。行政上、ナウハイムは、1820年までアムト・ケルスターバッハに属した。このアムトは1816年からはヘッセン大公国のプロヴィンツ・シュタルケンブルクに属した。1821年に大公国にラントラーツベツィルク制が導入され、ナウハイムはラントラーツベツィルク・ドルンベルクの一部となった。1832年にさらに組織変更がなされ、クライス（郡）が設けられた。これによりナウハイムは、グロース＝ゲーラウ郡に組み込まれた。大公国のプロヴィンツ、郡、ラントラーツベツィルクは 1848年7月31日に廃止され、レギールングスベツィルクに改組されたが、1852年5月12日に元に戻された。この1848年から1852年までの間、ナウハイムはレギールングスベツィルク・ダルムシュタットに属した。その後、今日に至るまでの行政改革のいずれにおいてもこの町の所属は変わっていない。
1600年頃ナウハイムには約 170人の住民がいたが、三十年戦争によって大きく減少した。1753年にプロテスタント教会の献堂が行われた。1755年、ラートハウス通り（現在のハインリヒ＝カウル広場）の古い町役場（1593年建造）の礎石上に新しい町役場が建設された。
その後この町は大きな洪水、地震、日照り、干ばつといった自然災害の犠牲に何度もなった。1793年から1799年にかけて、ナポレオンが占領していたマインツを包囲するためのプロイセン軍やオーストリア軍の宿営地となった。1806年にはこの町もナポレオンに占領された。1821年、ヨハネス・クールマンが選挙による初代町長に選出された。1838年に初めて学校の校舎が建設された。通りが舗装され、幹線道路がケーニヒスシュテッテンまで延長された。しかし1853年には貧困のために 20家族がアメリカに移住している。1866年にナウハイムは再び軍の駐屯地となった。1877年に「中央校舎」が建設された。この建物は現在、ナウハイム郷土博物館となっている。1881年にヴァルト通りの墓地が建設された。

### 工業化
近隣のリュッセルスハイムやマインツの急速な工業化は多くの小農家に仕事をもたらした。ナウハイムでは果樹やアスパラガスの栽培の重要性が増した。しかしこうした高揚は第一次世界大戦により突然断ち切られた。1918年にナウハイムはまたしてもフランスに占領されたが、消極的抵抗が増大していった。占領軍が撤退した後、この町は再び発展を始めた。スポーツ広場や新しい墓地が造られた。1931年、上向きつつあった果実や野菜の売買のためにマーケット・ドームが建設された。

### ナチス時代
ナチ党による権力掌握に伴って、ナウハイムにも「茶色の時代」が訪れた。1934年にすべてのサークルや機関の統制が行われた。ユダヤ系住民は告発され、迫害され、虐待され、郷里を逐われアメリカに移住した。踏みとどまった者は、1940年に強制収容所に送致された。1945年、ナウハイムはアメリカ合衆国軍に占領された。ナチス時代のこの町の歴史に関する議論はこれまでうわべだけしかなされていない。

### 第二次世界大戦後
アメリカは、1945年/46年に牧師のフリードリヒ・ダウムとフリードリヒ・フェルスターを戦後の町長に任命した。1946年に戦後初の町長選挙が行われ、ハインリヒ・カウル4世が選出された。彼は、エーガーラントやエルツ山地地方から追放された楽器製作者をナウハイムに迎え、有名なナウハイム音楽工業を興した。これによりナウハイムの人口は継続的に増加していった。1951年に1100年祭を祝う頃にはすでに、ナウハイムの経済は大きく拡大していた。この町は、ライン＝マイン地域内の魅力的で近代的な住宅地を自称するようになった。1956年にカトリックの聖ヤーコブス教会の定礎がなされ、その1年後に完成した。同じ年にナウハイム音楽工業は創立 10周年を祝った。1958年にヴァインガルテン通りで新しい町役場の定礎式が行われた。1960年に新しい住宅地が開発され、これによりナウハイムはケーニヒスシュテッテン方向に拡大した。1963年にヘルベルト・フュールベート (SPD) が町長に選出された。彼は在任中にヘグバッハゼー保養地の開発とシュールシュトラーセ幼稚園の開設に尽力した。この幼稚園の建物は現在、郷土博物館になっている。
その翌年、第1回「ナウハイムの音楽の日」が開催された。このイベントはこの町の伝統となり、文化的ハイライトとなった。1971年にナウハイムはオランダのボルン（現在はシッタート・ヘレーンの一部）と姉妹自治体となった。1972年にナウハイム音楽工業は 25周年を祝った。これを機に第2回ナウハイムの音楽の日が開催された。同じ年に新しいスポーツパークもオープンした。1976年、自衛消防団はヴァルト通りの「フェルトヒェン」の敷地に新しい消防署を建設した。この建物は、2007年に町の郊外に新しい消防署が建設されたことに伴い取り壊された。同じ1976年に町はナウハイムが初めて文献に記録されてから 1125周年を祝った。1978年にフランスのシャルヴュー＝シャヴァニューと姉妹自治体協定を締結した。
2008年にナウハイムはグロース＝ゲーラウ郡の文化自治体となった。

### 人口推移
この町の人口推移は以下の通り。
- 1629年: 46戸
- 1694年: 129人

## 行政

### 議会
ナウハイムの町議会は 31議席からなる。

### 町長
第二次世界大戦後の町長を列記する。
- 1945年 - 1945年: ハインリヒ・カウル4世（委託、アメリカ占領軍による指名）
- 1945年 - 1945年: フリードリヒ・ダウム（委託）
- 1945年 - 1946年: フリードリヒ・フェルスター（委託）
- 1946年 - 1948年: ハインリヒ・カウル4世（戦後初の選挙による町長）
- 1948年 - 1963年: ゲオルク・シャート4世
- 1963年 - 1969年: ヘルベルト・フュールベート
- 1969年 - 1975年: ヘルマン・ライツ
- 1975年 - 1993年: ルドルフ・ツァイヒ
- 1993年 - 2005年: ヘルムート・フィッシャー
- 2005年 - 2011年: インゴ・ヴァルツ
- 2011年 - : ヤン・フィッシャー

### 紋章
ナウハイムの紋章は、黒地に銀色の洗濯用叩き棒。洗濯用叩き棒は、トゥーフブライヒェンという地名やブライヒ通りといった名称（ブライヒェン = bleichen = 漂白する）とともに、リネン織りを象徴しているとされる。しかし、この解釈には明確な証拠はない。言語学者で歴史学者のエルンスト・エーリヒ・メッツナーは、かつて航行可能だったシュヴァルツバッハ川沿いに位置することと関連づけ、パドルを描いたものであると解釈している。

### 姉妹自治体
- ボルン（オランダ、リンブルフ州、現在はシッタート・ヘレーンの一部となっている）1972年
- シャルヴュー＝シャヴァニュー（フランス、イゼール県）1978年

## 文化と見所

### 郷土博物館
郷土博物館は、農民の習俗、手工業の歴史、エルツ山地地方の郷土室、様々な時代の200近くの楽器を有する楽器部門などの展示を行っている。

## 経済と社会資本

### 社会資本
ナウハイムは、郡庁所在地であるグロース＝ゲーラウの北西に位置する。この地域にとって重要なのは、町境にあるレジャー・レクリエーションプール「ヘグバッハゼー」である。
ナウハイムは楽器製造で知られている。ピアノ、ハーモニカ、アコーディオンを除く一般的なあらゆる楽器が地元の中小企業で組み立てられている。かつてのアメリカ大統領ビル・クリントンもナウハイム製のサクソフォンを愛用している。

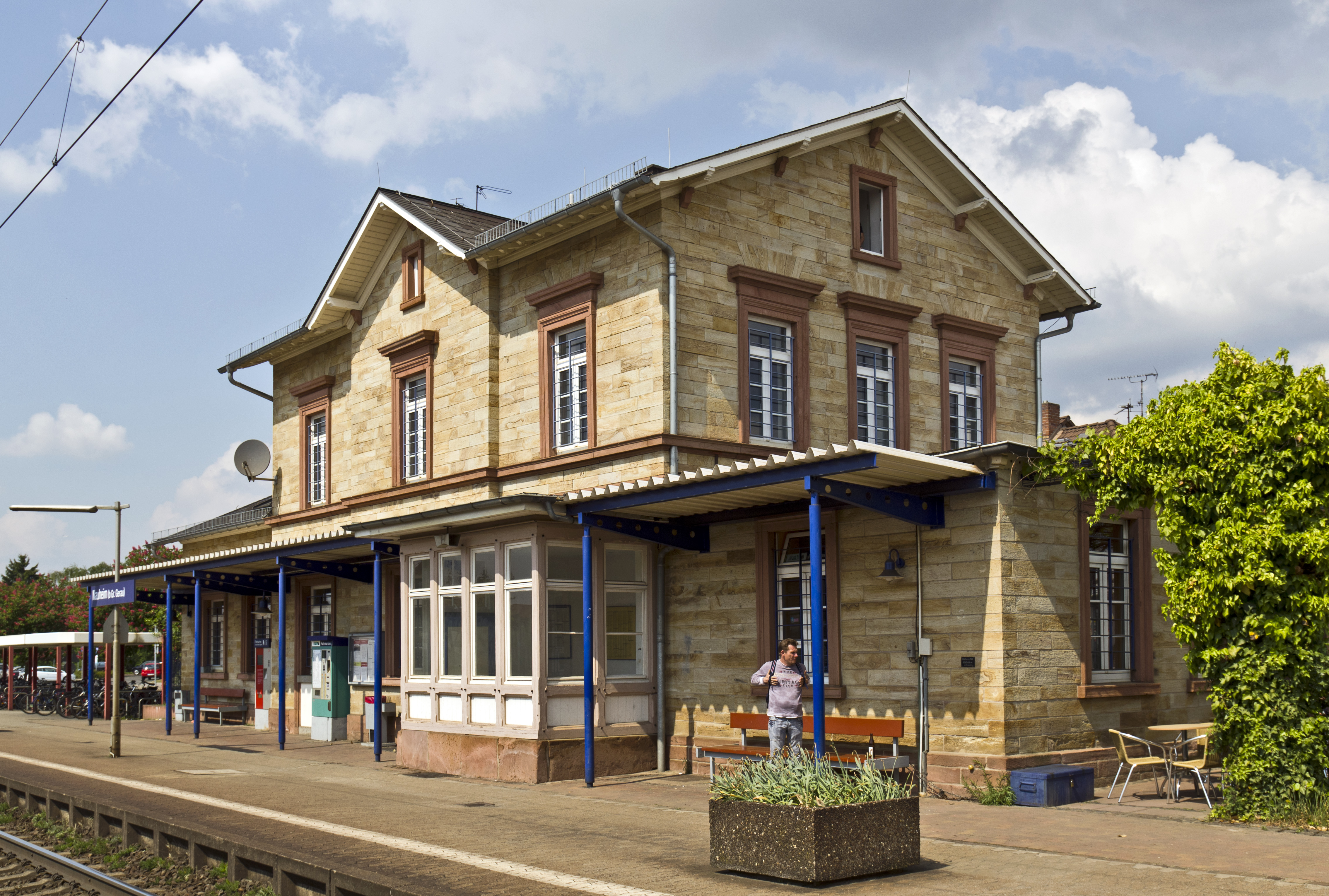
ナウハイム駅

### 交通
この町は、近在の人口密集地であるフランクフルトやライン＝マイン地方と結ばれている。鉄道路線（ダルムシュタット - ヴィースバーデン）の他、グロース＝ゲーラウ郡内の近隣都市への通学のためのバス路線がある。最寄りのアウトバーンのインターチェンジは約 4 km 離れたビショフスハイム・インターチェンジおよび約 3 km 離れたリュッセルスハイム・アム・マイン＝ケーニヒスシュテッテン＝ナウハイム・インターチェンジである。

## 人物

### 出身者
- オットマール・ヘルル（1950年 - ）芸術家。日常生活をテーマとした彫刻作品で知られている。

## 引用
1. ↑  Hessisches Statistisches Landesamt: Bevölkerung in Hessen am 31.12.2023 (Landkreise, kreisfreie Städte und Gemeinden, Einwohnerzahlen auf Grundlage des Zensus 2011)]
2. 1 2 3 4  Historisches Ortslexikon - Nauheim, Landesgeschichtliches Informationssystem (LAGIS) Hessen（2013年4月29日 閲覧）
3. 1 2 3 4  Die Geschichte Entwicklung con Nauheim, FIND CITY（2013年4月29日 閲覧）
4. ↑  “Kommunalwahlen 1972; Maßgebliche Einwohnerzahlen der Gemeinden vom 4. August 1972” (PDF), Staatsanzeiger für das Land Hessen (Der Hessische Minister des Inneren) (33):  p. 1424, (1972)
5. ↑  “Kommunalwahlen 1977; Maßgebliche Einwohnerzahlen der Gemeinden vom 15. Dezember 1976” (PDF), Staatsanzeiger für das Land Hessen (Der Hessische Minister des Inneren) (52):  p. 2283, (1976)
6. ↑  “Kommunalwahlen 1985; Maßgebliche Einwohnerzahlen der Gemeinden vom 30. Oktober 1984” (PDF), Staatsanzeiger für das Land Hessen (Der Hessische Minister des Inneren) (46):  p. 2175, (1984)
7. ↑  “Kommunalwahlen 1993; Maßgebliche Einwohnerzahlen der Gemeinden vom 21. Oktober 1992” (PDF), Staatsanzeiger für das Land Hessen (Der Hessische Minister des Inneren) (44):  p. 2766, (1992)
8. ↑  “Eckwerte der regionalen Bevölkerungsentwicklung im Überblick” (PDF), Gemeindedatenblatt: Ginsheim-Gustavsburg (HA Hessen Agentur GmbH) 2021年8月10日閲覧。
9. ↑  “Die Bevölkerung der hessischen Gemeinden (30.06.2005)”. 2006年2月9日時点のオリジナルよりアーカイブ。2021年8月10日閲覧。
10. ↑  “Bevölkerung der hessischen Gemeinden (30.06.2010)”. 2010年11月23日時点のオリジナルよりアーカイブ。2021年8月10日閲覧。
11. ↑  “Ergebnisse des Zensus 2011”. 2021年8月10日閲覧。
12. ↑  “Bevölkerung der hessischen Gemeinden (30.06.2015)”. 2016年1月29日時点のオリジナルよりアーカイブ。2021年8月10日閲覧。
13. ↑  2011年3月27日の町議会議員選挙結果、ヘッセン州統計局（2013年4月29日 閲覧）
14. ↑  1993年以降ナウハイム町長選挙結果、ヘッセン州統計局（2013年4月29日 閲覧）